# Robert Gillon (syndicaliste)
 (juin 2009).
Si vous disposez d'ouvrages ou d'articles de référence ou si vous connaissez des sites web de qualité traitant du thème abordé ici, merci de compléter l'article en donnant les références utiles à sa vérifiabilité et en les liant à la section « Notes et références ».
Pour les articles homonymes, voir Robert Gillon et Gillon.
Robert Gillon né à Liège le 5 octobre 1927, mort à Herstal le 24 novembre 1993 est un syndicaliste belge et un militant wallon.

## Biographie
Après avoir mené une carrière de syndicaliste au sein de la FGTB de la région de Liège, Robert Gillon devient le président de la fédération liégeoise de la FGTB en octobre 1976, succédant ainsi à Robert Lambion et à André Renard. Par là même, il devient directeur général du journal La Wallonie. Il avait également adhéré dès sa fondation au Mouvement populaire wallon.
Quand le Parti socialiste belge déclare en décembre 1964 l'incompatibilité entre l'appartenance au Mouvement populaire wallon et au Parti socialiste belge, il rompt avec celui-ci.
Lorsque les accords d'Egmont sont remis en cause en 1978 par la démission de Leo Tindemans, il participe au raidissement de l'action syndicale wallonne en rompant l'accord PSB-FGTB sur la régionalisation et réclame un vrai fédéralisme sans aucune subordination des Régions à l'État central, Régions qui seront compétentes dans le domaine de la politique industrielle, l'eau, l'agriculture, les transports, les travaux publics, la santé, la politique familiale et l'emploi, avec la possibilité de lever des impôts.
Quand, sous la présidence de Guy Spitaels, le Parti socialiste renoue avec une ligne plus dure, Robert Gillon rejoint à nouveau le Parti. Il est à la tête des combats pour la sidérurgie dans les années sombres 1982-1984. Au congrès des métallurgistes liégeois d'octobre 1984, il se déclare partisan du confédéralisme.

## Reconnaissance
En 2005, l'artiste liégeoise Mady Andrien lui a consacré une de ses sculptures intitulée Monument à Robert Gillon. Elle est visible à Wandre.